# フレッド・ターナー (作家)
フレッド・ターナー（Fred Turner、1961年4月4日 - ）は、アメリカ合衆国のコミュニケーション学者、著述家である。スタンフォード大学でハリー・アンド・ノーマン・チャンドラー・コミュニケーション学教授を務める。
ブラウン大学で英米文学の学士号(B.A.)、コロンビア大学で英語学の修士号(M.A.)、カリフォルニア大学サンディエゴ校でコミュニケーション学の博士号(Ph.D)を取得した。大学の教員になる前に10年以上、ジャーナリストとして『フェニックス』紙や『ボストン・グローブ』日曜版などに寄稿していた。ハーバード大学ケネディスクールやマサチューセッツ工科大学でコミュニケーション学を教えた後、2015年にスタンフォード大学のハリー・アンド・ノーマン・チャンドラー・コミュニケーション学教授兼コミュニケーション学科長に就任した。

## 著作物
- Echoes of Combat: The Vietnam War in American Memory（戦闘の響き: アメリカの記憶の中のベトナム戦争）(1996)
  - 2001年にEchoes of Combat: Trauma, Memory, and the Vietnam War（戦闘の響き: トラウマ、記憶、ベトナム戦争）に改題して再版
- The Democratic Surround: Multimedia and American Liberalism from World War II to the Psychedelic Sixties（民主主義の包囲網: 第二次世界大戦からサイケデリックな60年代までのマルチメディアとアメリカのリベラリズム） (2013) ISBN 9780226817460
- From Counterculture to Cyberculture: Stewart Brand, the Whole Earth Network and the Rise of Digital Utopianism（カウンターカルチャーからサイバーカルチャーへ: スチュアート・ブランド、ホール・アース（英語版）・ネットワーク、デジタル・ユートピア主義の台頭） (2006) ISBN 9780226817415